# Decatur County (Indiana)
Decatur County is een county in de Amerikaanse staat Indiana.
De county heeft een landoppervlakte van 965 km² en telt 24.555 inwoners (volkstelling 2000). De hoofdplaats is Greensburg.

## Bevolkingsontwikkeling

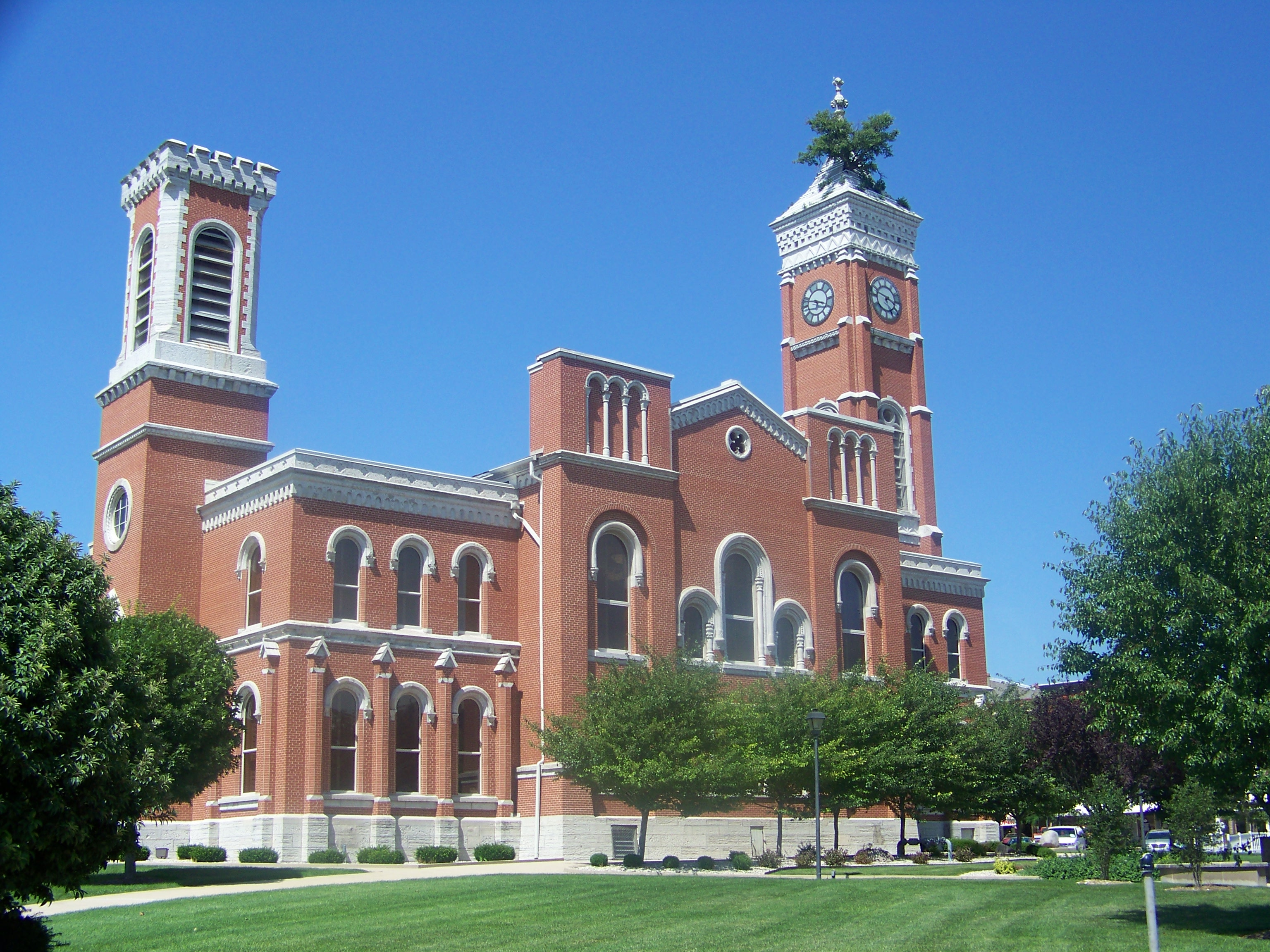
Decatur County Courthouse